# Pałac w Teresinie
Pałac w Teresinie – pałac w Teresinie (powiat sochaczewski), będący pierwotnie własnością rodziny Epsteinów wybudowany w końcu XIX w. przez Mieczysława Epsteina znanego warszawskiego finansistę.

## Historia
Obecny pałac jest już drugim posadowionym na tych samych fundamentach. Pierwszy pałac wzniósł w tym miejscu ojciec przyszłego fundatora Herman Epstein, bankier i przemysłowiec. Projekt sporządził dla niego architekt Adolf Loewe. Nie wiemy nic o wyglądzie pierwszej rodzinnej rezydencji. Po śmierci Hermana majątek przeszedł na jego syna Mieczysława Epsteina wielkiego warszawskiego finansisty i bankowca. W latach 90. XIX w. postanowił, że na jego miejscu powstanie nowa rezydencja. Do jej zaprojektowania zaprosił znanego wówczas architekta François Arveufa, który postanowił rozebrać poprzedni pałac do samych fundamentów i w nowej budowli wykorzystać tylko przesklepione piwnice. W 1909 roku pałac przeszedł w posiadanie rodziny Druckich-Lubeckich (7 kwietnia 1913 w parku pałacowym w Teresienie znaleziono ciało zamordowanego księcia Władysława Druckiego-Lubeckiego). W 1927 roku majątek uległ parcelacji, a część ziem przeszła w formie darowizny do zakonu franciszkanów z pobliskiego Niepokalanowa. II wojna światowa, podczas której w pałacu rezydowali oficerowie Luftwaffe, szczęśliwie nie spowodowała większych zniszczeń w budynku. Po wojnie majątek został upaństwowiony i stał się siedzibą Centralnego Związku Spółdzielni Rolniczych, a po nim Ośrodka Szkoleniowo- Rehabilitacyjnego KRUS.
W latach 2014–2016 pałac przeszedł gruntowny remont i od 31 sierpnia 2017 ośrodek rehabilitacyjny zakończył swoją działalność w obiekcie.
Obecnie (marzec 2020) w Funduszu Składkowym Ubezpieczenia Społecznego Rolników trwają prace i analizy mające na celu określenie możliwości wykorzystania obiektu na cele dydaktyczne i społeczne. Nadal nie ma możliwości zwiedzania pałacu.

## Opis
Pałac utrzymany jest w duchu późnego baroku. Budowla jest większa od pałacu w Zaborowie. Ma dość nieregularną bryłę, po części piętrowy, po części dwupiętrowy, na wydłużonym planie z elewacją frontową zwróconą na zachód. Całość przykryta jest mansardowym dachem o połaciach urozmaiconych lukarnami. Symetrycznie skomponowana siedmioosiowa elewacja frontowa ma nieznacznie wysunięty ryzalit pośrodku i czterokolumnowy portyk podtrzymujący taras pierwszego piętra. Podobny portyk znajdziemy również po przeciwnej stronie pałacu. Do pałacu prowadzi podjazd na planie podkowy. Najwięcej dzieje się na elewacji południowej skomponowanej przy pomocy dwóch wież przykrytych późnobarokowymi hełmami. Między wieżami umieszczony został portyk czterokolumnowy podtrzymujący półkolisty taras na pierwszym piętrze. Portyki znajdziemy również na narożach elewacji południowej. Wszystkie one korespondują ze sobą i tworzą swoisty zespół. Fasada północna została wyposażona w kwadratową przybudówkę przykrytą kopułą, połączoną z galerią na arkadach prowadzącą do oficyny kuchennej. Galeria jak się zdaje mogła być zaprojektowana przez Leandra Marconiego, syna wybitnego architekta Henryka Marconiego. Wykończenie pałacu zachwyca starannym wykonaniem i opracowaniem materiału. Można w nim dopatrzyć się wielkiego talentu architekta, ale również aspiracji zleceniodawcy.
Wnętrze, tak samo jak elewacje, wykazuje wielką staranność w wykonaniu. Niestety świadectwo tego podczas wielu remontów i przebudowy dla celów nowych użytkowników zostało zatarte. Możemy jednak w dalszym ciągu napawać się widokiem holu z klatką schodową obłożonego dębową boazerią. Na osi głównego wejścia i hallu umiejscowioną dwukondygnacyjną sale balową, otoczoną na wysokości pierwszego piętra drewnianą galeryjką. Sala balowa posiada ciekawe wyposażenie. Jednym z jego elementów jest drewniany kominek sygnowany "Stadnicki 1896", warsztat który wykonał ten kominek wraz z całą stolarką pałacu. W boazerii znalazło się miejsce na dzieła malarskie szkoły francuskiej. Do dziś zachowało się jeszcze jedno wnętrze z pierwotnymi elementami dekoracji. Jest to pomieszczenie znajdujące się na lewo od hallu dekorowane fryzem sztukatorskim z postaciami amorków dłuta Stanisława Romana Lewandowskiego z 1899.
Zachował się rozległy park krajobrazowy z okazami starych dębów wpisany do rejestru zabytków pod numerem 612/50 z 8 listopada 1978 r.

## Galeria

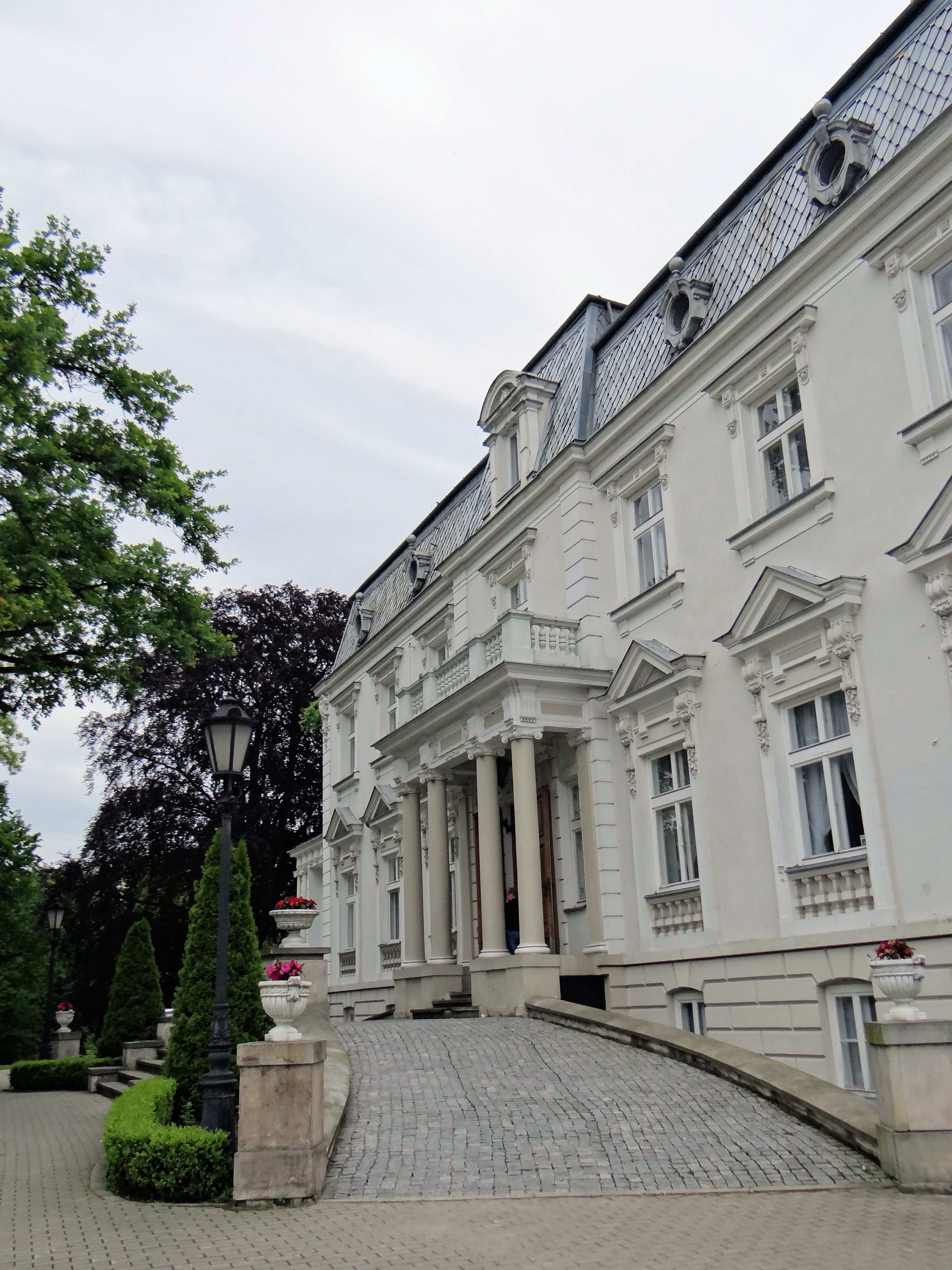
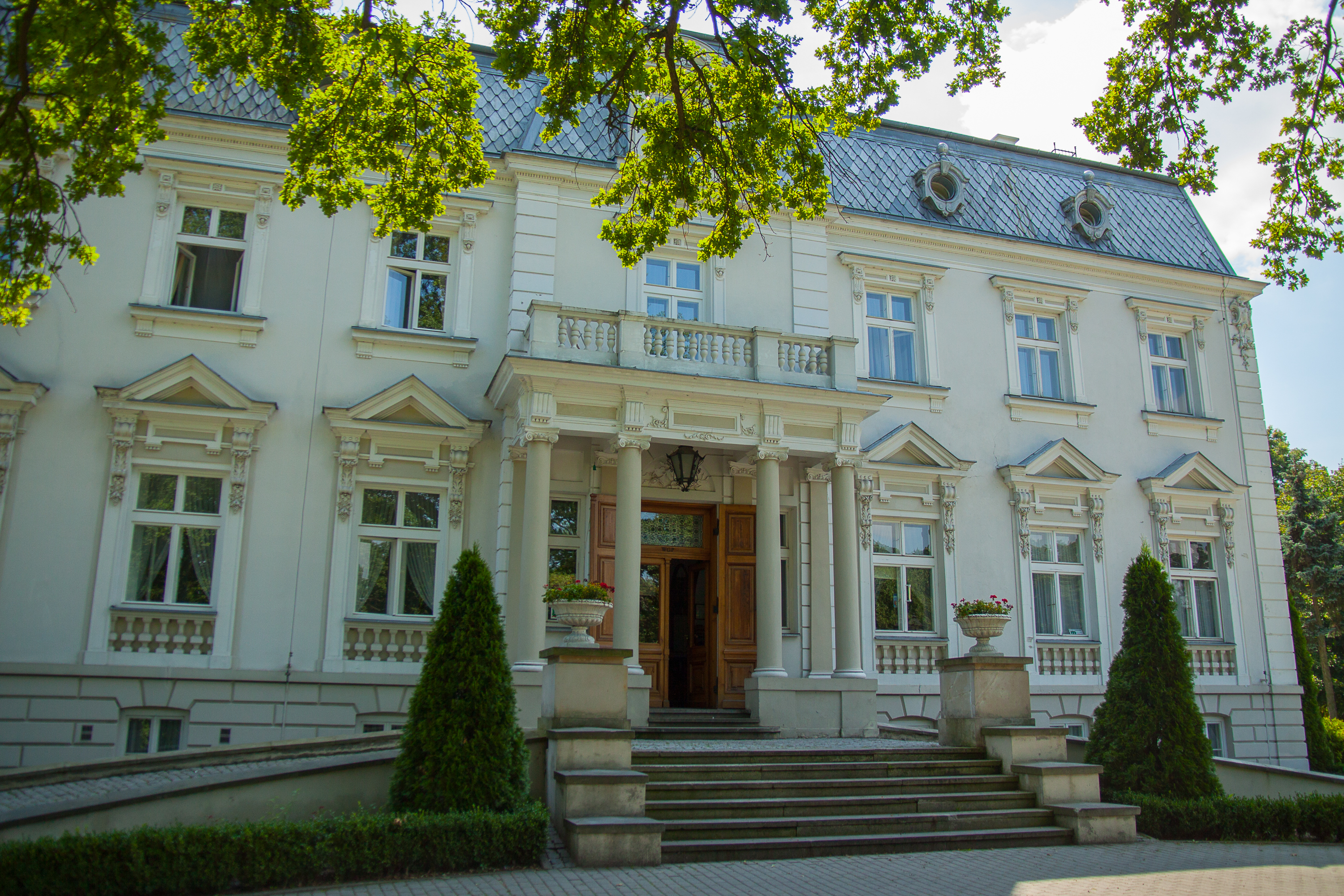
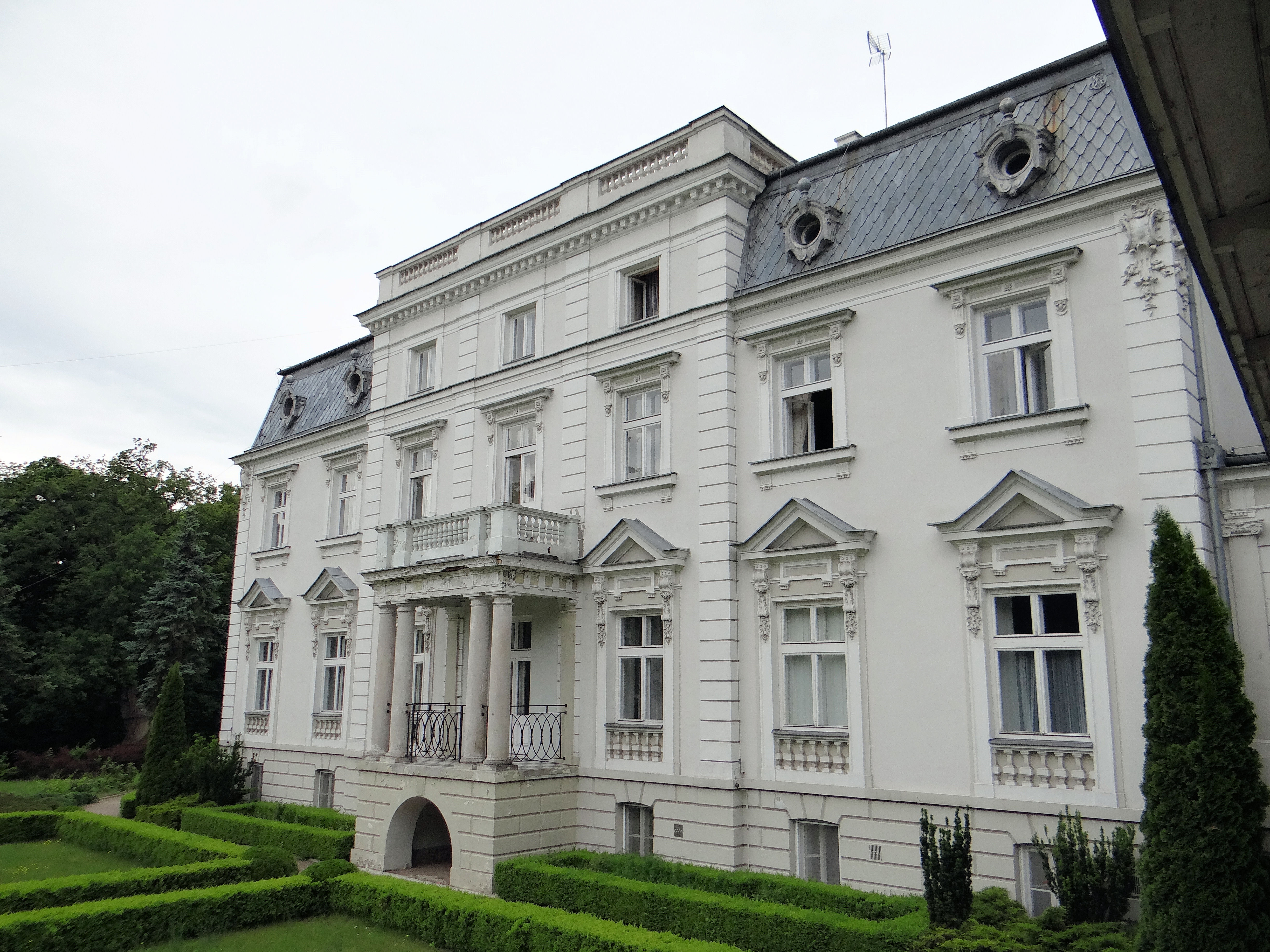
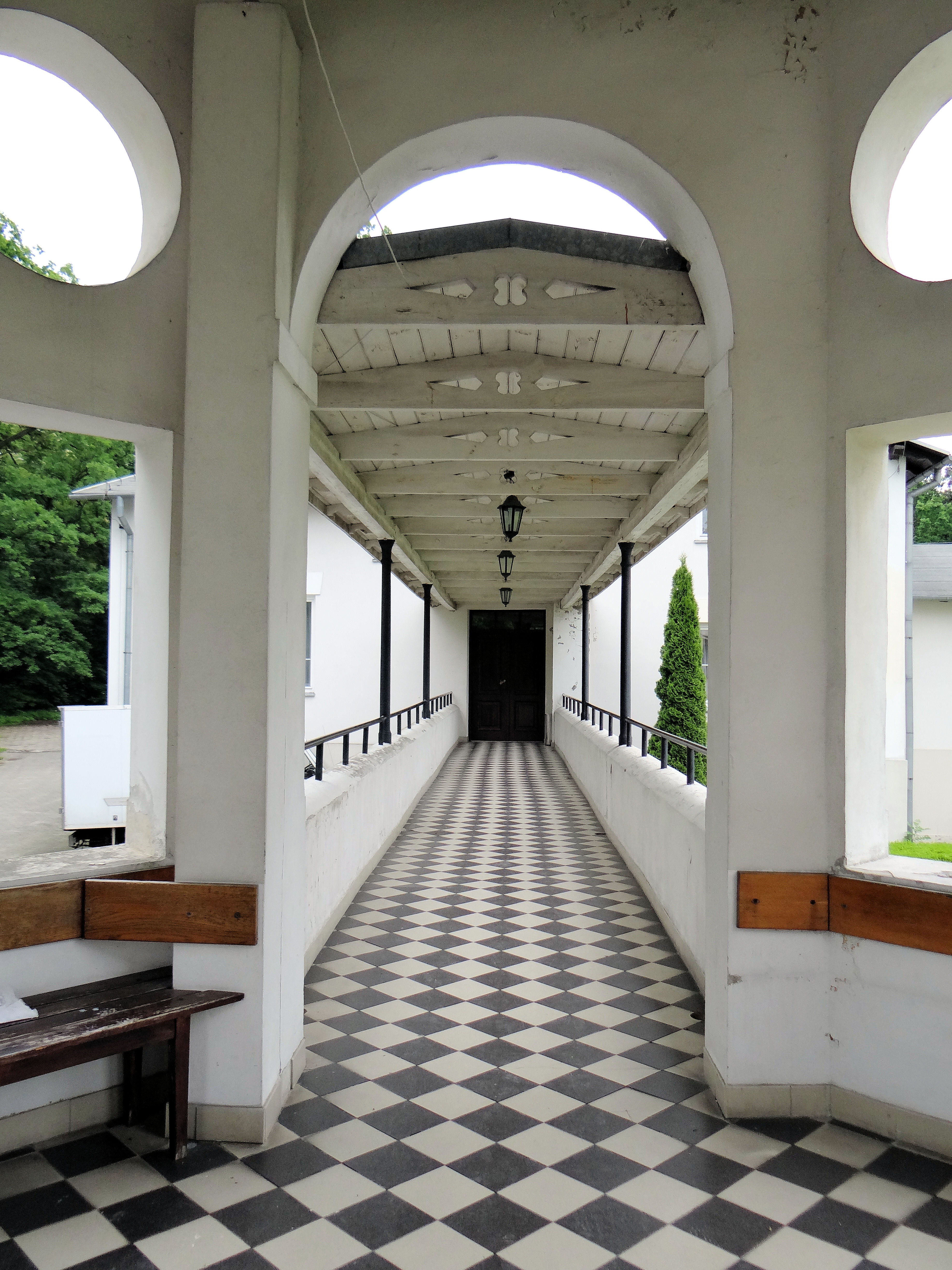
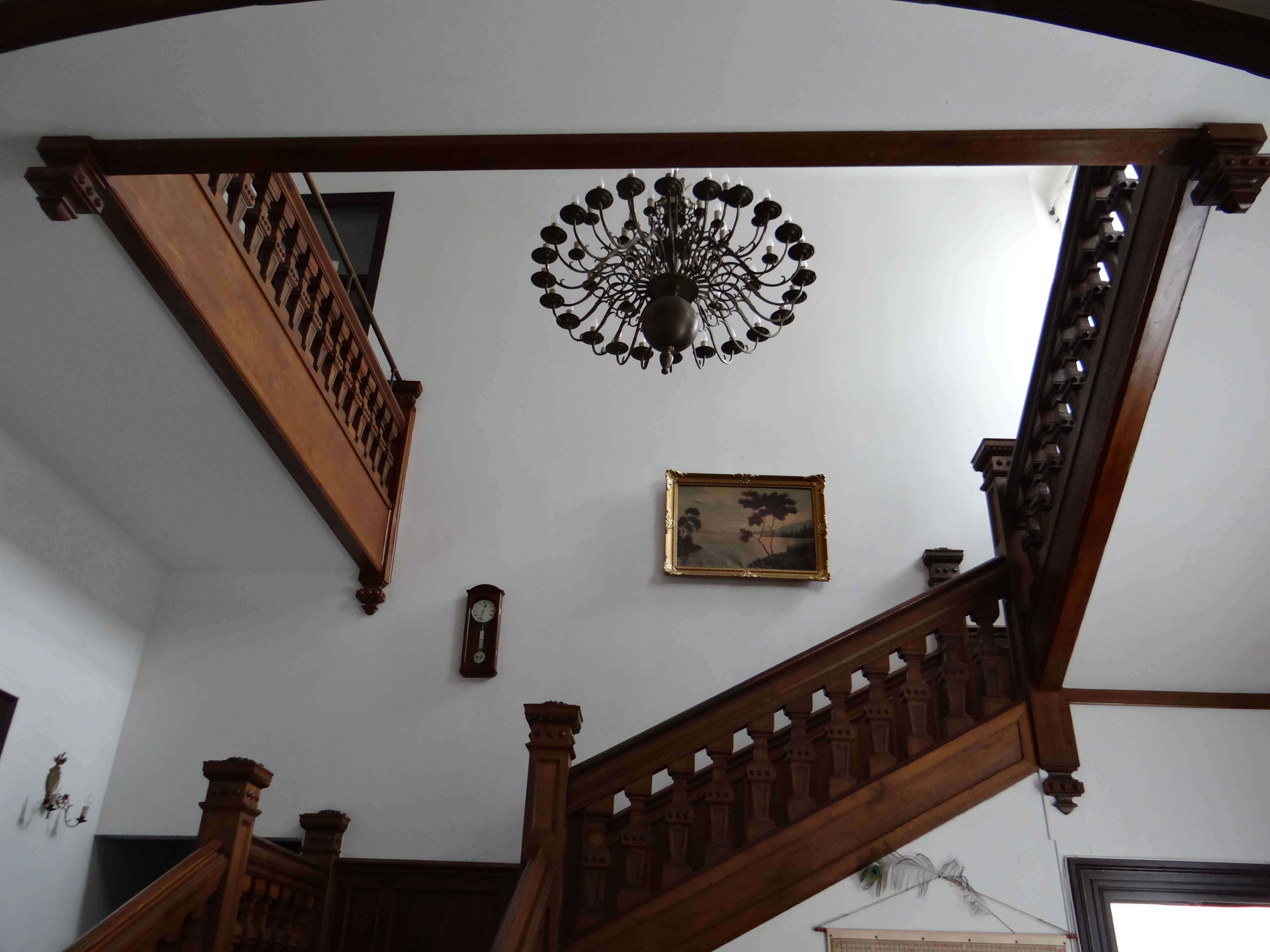
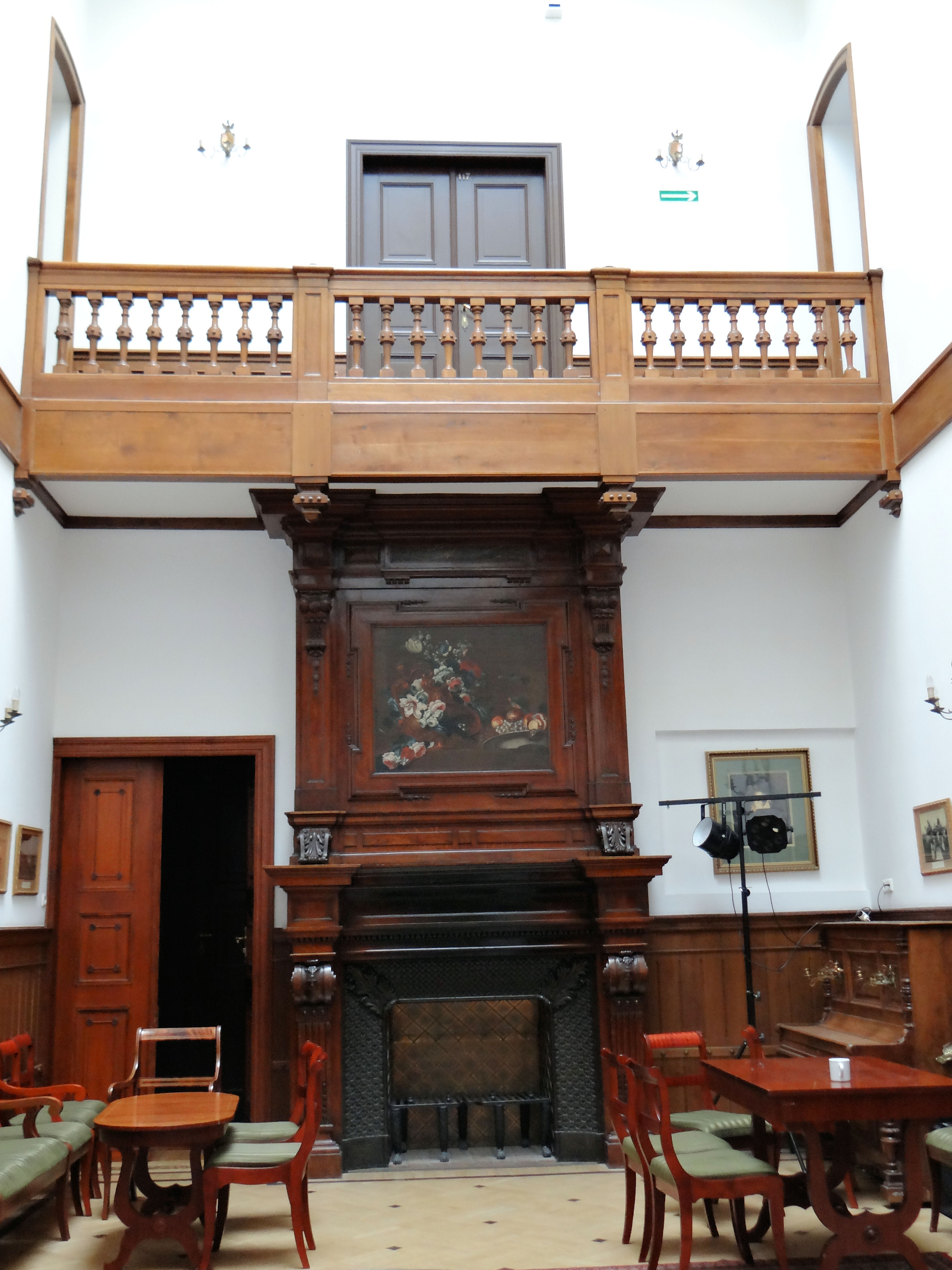

## Do zobaczenia w okolicy
- Niepokalanów